# Explorer 45
Explorer 45 ou SSS-A  (acronyme de Small Scientific Satellite-A) est un petit satellite scientifique de la NASA mis en orbite le 15 novembre 1971 pour étudier la magnétosphère terrestre et les particules énergétiques et plus particulièrement pour déterminer l'origine des perturbations engendrées par les tempêtes magnétiques. C'est le premier satellite d'une série de quatre satellites développé par le centre Goddard  utilisant la même plateforme S-3 et pesant une quarantaine de kilogrammes. L'engin spatial, stabilisé par rotation, emportait une série d'instruments permettant principalement de mesurer l'énergie et la direction des flux d'électrons et de protons des ceintures de radiation et d'étudier le vent solaire, les rayons cosmiques et le champ magnétique terrestre. Explorer 12 a fonctionné jusqu'au 6 décembre 1961. Les données fournies par la mission ont permis des avancées importantes portant notamment sur la forme et les caractéristiques des ceintures de radiation.

## Contexte et objectifs de la mission
Explorer 45 a été conçu par le Centre de vol spatial Goddard (établissement de la NASA) dans le cadre de son programme Explorer pour étudier les caractéristiques de la magnétosphère : flux de particules, champs électriques et champs magnétiques. Les objectifs scientifiques principaux sont :
- étudier les caractéristiques et l'origine du courant annulaire terrestre et le développement de la principale phase d'une tempête magnétique.
- étudier la relation entre les tempêtes magnétiques et l'accélération des particules chargées dans la magnétosphère interne.

Pour déterminer les principaux mécanismes régissant les interactions ondes-particules le satellite emporte des instruments mesurant la direction des protons, électrons et particules alpha sur une gamme étendue d'énergie ainsi que les champs électriques et magnétiques continus et alternatifs.
Le satellite devait plus particulièrement étudier les perturbations à l'échelle mondiale associées aux éruptions solaires lorsque les protons de faible énergie sont piégés dans la magnétosphère puis s'en échappent.

## Déroulement de la mission
Le satellite Explorer 45 est lancé le 15 novembre 1971 par une fusée Scout B décollant de la plate-forme San Marco gérée par l'Italie et installées au large du Kenya. Le ministre de la recherche italien, dix membres du parlement italien ainsi qu'une équipe du centre de vol spatial Goddard accompagnée par l'astronaute Jim McDivitt du programme Apollo assistent au décollage de la fusée. Il devait être placé sur une Orbite haute très excentrique de 222 km × 28 876 km avec une inclinaison orbitale de 3,5° et une période de révolution de 8 heures 37 minutes. L'injection sur l'orbite ne se déroule pas comme prévu et il fallut envoyer 3000 commandes pour repositionner le satellite sur le plan orbital prévu au bout de 20 orbites. La mission devait initialement durer un an mais la mission fut finalement arrêtée au bout de trois ans le 20 septembre 1974,.

## Résultats
Le clou de la mission a été l'éruption solaire de grande ampleur qui a eu lieu entre les 4 et 6 septembre 1972. Explorer 45 put observer la contraction de la magnétopause, son changement de direction survenu en quelques secondes, les énormes flux de protons, un accroissement important des radiations et une forte augmentation du bruit radio sur une large plage de fréquences. Cette tempête solaire s'est produite entre les missions Apollo 16 et Apollo 17 et aurait pu mettre les astronautes en danger si ceux-ci avaient été entre la Terre et la Lune à ce moment là. Après deux années d'opérations, le responsable de la mission scientifique a annoncé que le satellite avait permis d'effectuer la première mesure des émissions électromagnétiques dans la magnétosphère, des particules alpha dans les régions équatoriales, des interaction entre les ondes électromagnétiques et les particules chargées et d'avoir réalisé un passage à proximité immédiate des limites de la magnétosphère située à 25 000 kilomètres. La mission a permis de découvrir que les particules alpha de la région équatoriale étaient 100 fois plus nombreuses que prévu. La mission fut volontairement arrêtée le 20 septembre 1974. Ses résultats ont donné lieu à la publication d'une vingtaine d'articles scientifiques.

## Caractéristiques techniques

### Plateforme
Explorer 45 est un petit satellite de 52 kilogrammes ayant la forme d'un polyèdre à huit faces ayant un diamètre de 68,6 centimètres. La structure est constituée de fines feuilles d'aluminium rivetées entre elles. L'énergie est fournie par des cellules photovoltaïques placées sur le corps de l'engin spatial. Il est stabilisé par mise en rotation à une vitesse de 7 tours par minute avec son axe de rotation se confondant avec le plan orbital. A l'époque de sa construction ses concepteurs avaient proclamé que le satellite était à la fois particulièrement innovant et compact. Notamment la programmation des tâches pouvait être modifiée par les contrôleurs au sol à l'aide d'un répertoire de 80 instructions distinctes. Les échanges de télémesures et de données scientifiques avec le sol se faisaient par l'intermédiaire de deux émetteurs radio dont l'un avait un débit de 446 bits par seconde,..

### Instruments
Explorer 45 emporte sept instruments scientifiques développé par le centre de vol spatial Goddard (2), l'Université de l'Iowa (1), l'université du Minnesota (2), les laboratoires de la NOAA (1) et l'Applied Physics Laboratory (1) : 
- Un instrument mesurant le champ électrique (à compléter) [4].
- Un instrument mesurant l'énergie et la direction des électrons et des ions de 800 eV à 25 keV (à compléter) [5].
- Un instrument mesurant le champ électrique et ses variations comprises entre 0,3 et 20 Herz (à compléter) [6].
- Un magnétomètre fluxgate mesurant le champ magnétique à proximité du satellite et ses fluctuations (à compléter) [7].
- Un magnétomètre constitué de deux capteurs placés sur des perches perpendiculaires (l'une perpendiculaire à l'axe de rotation l'autre parrallèle à celui-ci) mesurant les fluctuations du champ magnétique entre 1 et 3000 Hertz (à compléter) [8].
- Un instrument mesurant la densité des électrons dans quatre bandes d'énergie : 35 à 70 keV, 75 à 125 keV, 120 to 240 keV et 240 à 560 keV. (à compléter) [9].
- Un instrument mesurant la direction et l'énergie des protons dans une bande d'énergie comprise entre 24,3 et 300 keV  (à compléter) [10].

### Expériences technologiques
Le satellite emportait par ailleurs trois expériences technologiques dont les objectifs étaient de  :
- Mesurer l'échauffement du satellite lié à la friction aérodynamique au moment du largage de la coiffe du lanceur à une altitude de 104 kilomètres.
- Mesurer la dégradation des circuits intégrés lors de la traversée des régions les plus actives des ceintures de radiation.
- Tester le fonctionnement d'un viseur d'étoiles.